# Rio Guaporé
Der Rio Guaporé (brasilianischer Name) bzw. Río Iténez (bolivianischer Name) ist ein rechter Nebenfluss des Río Mamoré und mit Abstand dessen wichtigster Nebenfluss. Über weite Strecken markiert er die Grenze zwischen Brasilien und Bolivien.

## Flusslauf
Der Fluss entspringt als Guaporé im brasilianischen Mato Grosso etwa 70 km nordöstlich von Pontes e Lacerda, verläuft von dort erst nach Süden und Westen, ab Vila Bela da Santíssima Trindade nördlich. Nach weiteren etwa 200 Kilometern vorbei am Nationalpark Noel Kempff Mercado erreicht er Pimenteiras do Oeste, nun fließt er nach Nordwesten und mündet nach weiteren ~700 km bei Rodrigues Alves in den Río Mamoré. Der Rio Guaporé ist dabei Grenzfluss zwischen den brasilianischen Bundesstaaten Mato Grosso und Rondônia im Nordosten und den bolivianischen Departamentos Santa Cruz und Beni im Südwesten.